# Terapia cognitiva
La terapia cognitiva è un tipo di psicoterapia fondata sui principi ed i processi della psicologia cognitiva e, limitatamente, del neocomportamentismo clinico.
Anche se in linea teorica possono esistere forme di terapia "esclusivamente cognitiva", nella pratica si opera molto spesso una congiunzione funzionale tra gli approcci cognitivi e quelli comportamentali. Si parla quindi normalmente di CBT (Cognitive-Behavioural Therapy), o, in italiano, di TCC (Terapia Cognitivo-Comportamentale).
Al momento attuale è una delle forme più note e diffuse di psicoterapia, applicata estensivamente per il trattamento di molti tipi di disturbi psicologici e psichiatrici (in particolare nella gestione dei disturbi d'ansia e dell'umore, e come trattamento di supporto o complementare nei disturbi della personalità, nelle psicosi ed in altre forme sindromiche). I suoi tassi di efficacia, a livello di riduzione sintomatologica in diverse forme psicopatologiche, sono valutati come buoni, e a volte sono usati come parametro funzionale di riferimento per altri tipi di psicoterapie.

## Approcci teorici
Alcuni dei principali approcci sono quelli della REBT (Rational-Emotive Behavioural Therapy), di Albert Ellis; gli approcci cognitivisti classici, di Aaron Beck; gli approcci del secondo cognitivismo, o neocognitivismo clinico di impronta costruttivista, derivati dal lavoro pionieristico di George Kelly (che pure personalmente non si definiva "cognitivista").
Mentre gli approcci classici (Ellis, Beck) sono fortemente influenzati dai rigidi approcci del cognitivismo HIP (Human Information Processing), imperante nella psicologia sperimentale degli Stati Uniti nel corso degli anni settanta, all'interno degli approcci cognitivo-costruttivisti sono maggiormente focalizzati i contributi della seconda cibernetica di Heinz von Foerster, Humberto Maturana e Francisco Varela; della teoria sistemica; della teoria dell'attaccamento di John Bowlby; degli approcci costruttivisti della Personal Construct Psychology.
Non vi è solo una differenza teorica, ma, secondo molti, anche un vero "salto epistemologico" tra primo e secondo cognitivismo clinico; il primo è considerato più "sintattico" e razionalista, il secondo più "semantico" ed aperto alla complessità ed ai significati soggettivi dell'esperienza vissuta.
I critici della psicoterapia cognitiva (soprattutto del primo cognitivismo, "razionalista") ne sottolineano la dimensione quasi esclusivamente funzionale e centrata sui sintomi, e l'orientamento a forme di valutazione e trattamento abbastanza meccanici e superficiali.
Inoltre, in molti approcci classici, vi è una forte enfatizzazione della dimensione individuale e cognitiva ("razionale"), a scapito degli aspetti relazionali e di "significato affettivo" che spesso accompagnano le situazioni di disagio psicologico. 
Tali critiche sono state parzialmente superate dagli approcci basati sul secondo cognitivismo (cognitivismo post-razionalista), progressivamente sempre più diffusi anche in Italia col nome di approcci cognitivo-costruttivisti o post-razionalisti.

## Teoria del funzionamento della personalità
La teoria cognitiva parte dall'assunto che il modo in cui le persone interpretano le loro esperienze ha un impatto significativo sui loro sentimenti, quindi sul loro comportamento. Per esempio, se un individuo giudica una situazione pericolosa, egli proverà ansia e cercherà di fuggire o evitare la situazione; ugualmente, se una persona pensa che i suoi problemi siano senza speranza, questa persona diventerà depressa.
I pensieri che producono sofferenza psicologica sono chiamati dalla psicoterapia cognitiva "pensieri automatici" ovvero un pensiero che avviene al di fuori della consapevolezza, e quindi non può essere controllato dal soggetto.

## Tecniche di terapia
Il trattamento, in particolare nel primo cognitivismo, include una combinazione di interventi verbali e di tecniche di modificazione del comportamento, che aiutano il paziente a identificare le proprie cognizioni disfunzionali. Il paziente viene quindi aiutato a rielaborare queste cognizioni, e i conseguenti "schemi maladattivi" che sono alla base di alcuni dei suoi processi psicopatologici o disfunzionali.

## Tipi di errori o "bias cognitivi"
La psicoterapia cognitiva ipotizza che alla base di molte disfunzioni psicopatologiche vi possano essere alcuni "errori" cognitivi. Ad esempio, tra gli altri:
1. Inferenze arbitrarie: anche conosciute come "saltare alle conclusioni", si riferiscono al giungere a conclusioni senza evidenze per provare che esse siano vere. Ad esempio, una madre molto ansiosa che vede che la figlia è in ritardo potrebbe pensare che le sia successo qualcosa. Questa è un'inferenza arbitraria: la madre non ha prove a sostegno dell'ipotesi, perché la figlia potrebbe essere in ritardo semplicemente a causa del traffico.
2. Astrazione selettiva: è il focalizzare un dettaglio di una situazione, non considerando gli altri, e basando solo su di esso le proprie conclusioni. Ad esempio, uno studente che prende un voto basso a un esame si soffermerà solo sulle domande che ha sbagliato, senza tener conto di quelle cui ha risposto correttamente, e quindi penserà di essere un fallito.
3. Sovrageneralizzazione: raggiungere una conclusione generale partendo da una singola situazione
4. Minimizzazione/sovrastima: sottovalutare le proprie capacità e sottolineare gli errori
5. Omogeneizzazioni: posizionare tutte le opinioni altrui sullo stesso piano
6. Sottovalutazione degli aspetti positivi: non riconoscere il giusto peso o valore a un'azione o un comportamento nonostante oggettivamente lo meriti.
7. Ragionamento emozionale: a partire da un'emozione, si traggono delle informazioni su sé stessi e sul mondo circostante. Per esempio, se una persona prova ansia (che è l'emozione legata alla minaccia/pericolo percepito) penserà che questa emozione è data dalla presenza di un pericolo (pertanto, validerà la sua ipotesi). In seguito, il pensiero relativo al pericolo imminente, aumenterà l'ansia, creando così un circolo vizioso[1].